# Ectodus descampsii
Ectodus descampsii és una espècie de peix de la família dels cíclids i de l'ordre dels perciformes.

## Morfologia
- Els mascles poden assolir 10,4 cm de longitud total.[2][3]

## Alimentació
Menja microorganismes i algues (incloent-hi diatomees).

## Hàbitat
Viu en zones de clima tropical entre 24 °C-26 °C de temperatura.

## Distribució geogràfica
Es troba a Àfrica: és una espècie de peix endèmica del Llac Tanganyika.